# Luka Lipošinović
Luka Lipošinović, född 12 maj 1933 i Subotica, död 26 september 1992 i Zagreb, var en jugoslavisk fotbollsspelare.
Han blev olympisk silvermedaljör i fotboll vid sommarspelen 1956 i Melbourne.